# 컬러레이
컬러레이(Coloray)는 홍콩의 진주광택안료 기업이다. 중국 내 화장품 펄 안료시장에서 점유율 1위를 기록하고 있다. 화장품용 진주광택안료의 연구개발, 제조와 판매, 운모파우더의 제조 및 판매 사업으로 영위한다.

## 참고 문헌
1. ↑  원다연, 컬러레이, 작년 영업이익 74억…전년比 33.43%↓, 이데일리, 2024-03-08
2. ↑  정수천, 컬러레이, ‘인코스메틱스 코리아 2024’ 참가, 이데일리, 2024-07-25
3. ↑  장효원, 컬러레이, 中 강력 경기부양책 시동…화장품 펄 시장점유율 1위 부각↑, 아시아경제, 2024.09.25